# Pogórze Bukowińskie
Das Bukowina-Gebirge (polnisch: Pogórze Bukowińskie) ist ein Gebirge in der polnischen Woiwodschaft Kleinpolen im Kreis Powiat Tatrzański und der Gemeinde Bukowina Tatrzańska. Es liegt in der historischen Region Podhale.

## Lage
Das Gebirge liegt nördlich der Hohen Tatra (Grenze ist die Panoramastraße Oswald-Balzer-Weg), südlich der Pieninen, östlich des Pogórze Gubałowskie (Grenze ist der Gebirgsfluss Biały Dunajec) und westlich des Pogórze Spiskie, konkret seines südlichen Teils Zipser Magura (Grenze ist der Gebirgsfluss Białka), im Gebirgszug des Pogórze Spisko-Gubałowskie. Es hat den Charakter eines Mittelgebirges. Die höchste Erhebung stellt mit 1155 Metern die Cyrhla nad Białką dar.

## Naturschutz
Der südliche Teil des Gebirges liegt im Tatra-Nationalpark.

## Tourismus
Das Pogórze Bukowińskie ist sehr dicht besiedelt und für den Tourismus erschlossen. Hier liegen die Skiorte Białka Tatrzańska, Bukowina Tatrzańska, Brzegi, Murzasichle, Małe Ciche und Poronin mit den Skigebieten:
- Skigebiet Bania
- Skigebiet Kaniówka
- Skigebiet Kotelnica
- Skigebiet Rusiń-ski
- Skigebiet Turnia
- Skigebiet Grapa-Litwinka
- Skigebiet Koziniec
- Skigebiet Jurgów
- Skigebiet Małe Ciche

sowie Thermalbäder in Bukowina Tatrzańska, Białka Tatrzańska und Szaflary:
- Terma Bukowina Tatrzańska
- Terma Bania
- Termy Szaflary
- Termy Gorący Potok

## Panorama

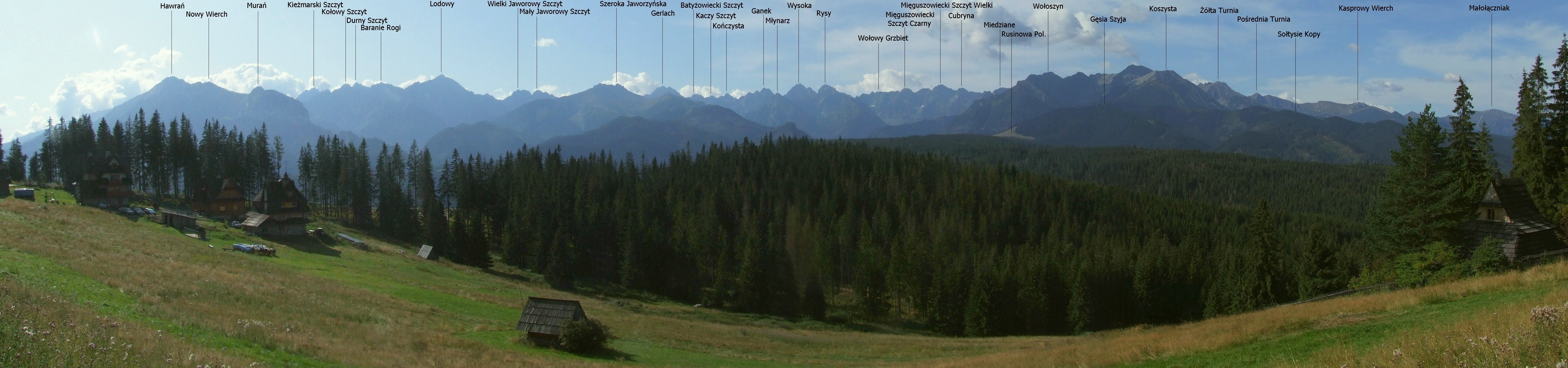
Blick von der Alm Polana Głodówka auf das Pogórze Bukowińskie mit der Tatra im Hintergrund

## Nachweise
- Witold Henryk Paryski, Zofia Radwańska-Paryska, Wielka encyklopedia tatrzańska, 2004, Wydawnictwo Górskie, Poronin, isbn=83-7104-009-1